# جورج هولينغسوررث
جورج هولينغسوررث (بالإنجليزية: George Hollingsworth)‏ هو رسام وفنان أمريكي، ولد في 1813، وتوفي في 1882.

## معرض صور

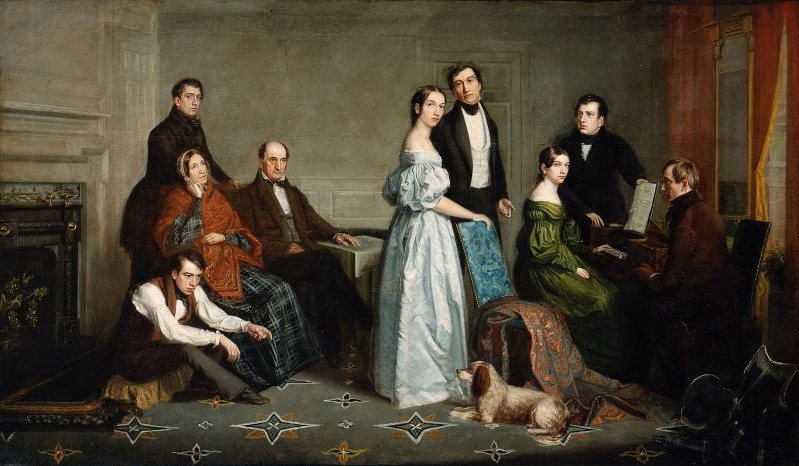
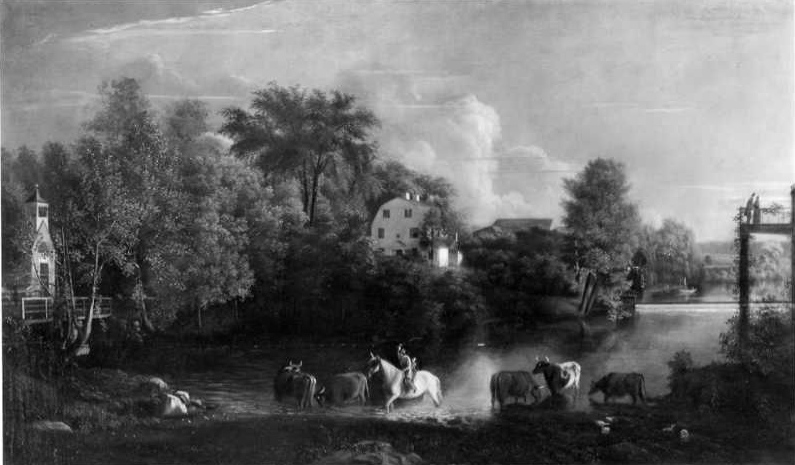
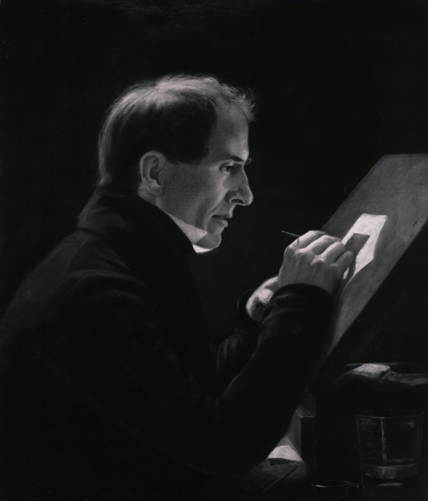